# Joan Vilera
Joan Vilera (Barcelona, 1785 — Roma, 1841) fou un religiós i orador català. L'any 1802 va entrar a la Congregació de la Missió, i acabada la carrera es va dedicar a la predicació per tots els Països Catalans.
El 1828 fou nomenat superior de la casa de Barcelona del carrer Tallers.
El govern se l'apropià, i l'any 1833 ell en va fer construir una de nova al carrer de la Reina Amàlia, on s'insta·la una nombrosa comunitat (24 pares, divuit estudiants i 4 germans) encara que, després dels esdeveniments del 1835, van haver d'abandonar-la. Aquesta residència fou convertida en presó de dones després del 1835).
Després de l'exclaustració (1835), va marxar cap a Carcassona, i més tard a Itàlia, on va viure, i va ensenyar teologia moral a Torí i Piacenza. Finalment va fixar la residència a Roma, on va tenir cura dels espanyols emigrats. Va deixar molts sermons escrits que romanen inèdits, part dels quals els podem trobar a la Biblioteca de la Universitat de Barcelona. Va morir a Roma l'any 1841.